# Єстірту
Єстірту (каз. естірту) — казахська обрядово-побутова пісня, поетичне повідомлення про смерть. Може виконуватися як кюя (інструментальної п'єси).
Структура єстірту триєдині: спочатку — алегорія, паралельні приклади з явищ природи, тваринного світу, історичних особистостей, сенс яких повинен розкривати швидкоплинність, невічність земного існування. Потім слідує сама сумна звістка, перераховуються переваги і діяльність небіжчика; остання заключна частина — пісня втіхи — «коніл айту».
Наприклад
Лебідь відплив, відбиваючись в озерній красі.

Сокіл, що здійнявся на скелях захмарних сіл.

Син твій не заблукав, Він зник у ті країни, куди

У якийсь час піде неминуче все.

Ловити невловиме — забудь,

Не плач про те, кого не можна повернути.
Традиційно траурна звістка повідомлялася аксакалами, акинами. Вони входили в будинок стриманою ходою, трималися статечно і не підвищуючи голос сповіщали про траурну подію, починаючи словами «бекем болыңыз» (будьте сильні, тримайтесь).
Єстірту виконували речитативом.
Відома легенда, що хану Джучі про смерть його сина було повідомлено виконанням кюя «Ақсақ құлан» («Кульгавий кулан»).
Єстірту знаходить аналогії (похоронні плачі та голосіння) у фольклорі багатьох народів.